# Eupithecia albispumata
Eupithecia albispumata là một loài bướm đêm trong họ Geometridae.